# Divisioni e dipendenze delle Figi

Divisioni e dipendenze delle Figi

Le divisioni delle Figi costituiscono la suddivisione territoriale di primo livello del Paese e ammontano a 4; ad esse è equiordinata una dipendenza, Rotuma.

## Lista
| Mappa | Divisione o dipendenza | Capoluogo | Popolazione (2007) | Superficie (km2) |
| ----- | ---------------------- | --------- | ------------------ | ---------------- |
|       | Divisione Centrale     | Suva      | 342 386            | 4 293            |
|       | Divisione Orientale    | Levuka    | 37 311             | 1 376            |
|       | Divisione Occidentale  | Lautoka   | 319 611            | 6 360            |
|       | Divisione Nord         | Labasa    | 135 961            | 6 199            |
|       | Rotuma                 | Ahau      | 2 002              | 46               |